# Exhausteur de goût
Un exhausteur de goût (ou exaltateur d’arôme) est une substance qui, sans avoir une saveur propre prononcée, ne modifie pas le goût mais augmente l'intensité de la perception olfacto-gustative (goût et/ou l'odeur) d'une denrée alimentaire. 

## Additifs alimentaires
L'Union européenne définit les exhausteurs de goût dans la liste des additifs alimentaires par un numéro E. Ils sont numérotés de E620 (acide glutamique) à E641 (L-leucine). Le codex alimentarius a établi sa propre liste.
- Glutamates
  - E620 Acide glutamique
  - E621 Glutamate monosodique

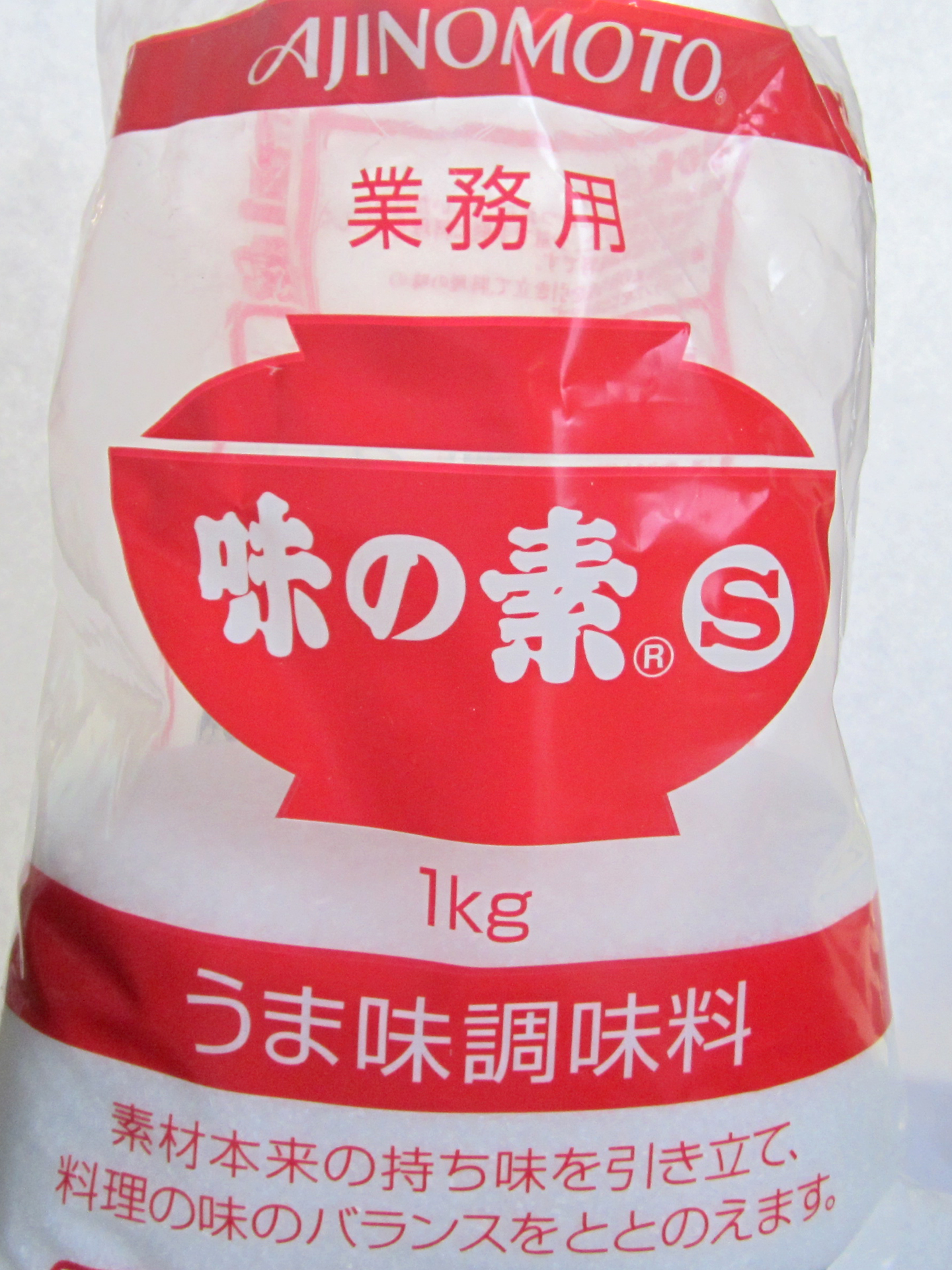
Un sac d'un kilogramme de monosodium glutamate de marque Ajinomoto.

  - E622 Glutamate monopotassique
  - E623 Diglutamate de calcium
  - E624 Glutamate d'ammonium
  - E625 Diglutamate de magnésium
- Guanylates
  - E626 Acide guanylique (Guanosine monophosphate)
  - E627 Guanylate disodique
  - E628 Guanylate dipotassique
  - E629 Guanylate de calcium
- Inosinates
  - E630 Acide inosinique
  - E631 Inosinate disodique
  - E632 Inosinate dipotassique
  - E633 Inosinate de calcium
- Divers
  - E634 5'-ribonucléotide calcique
  - E635 5'-ribonucléotide disodique
  - E636 Maltol (arôme)
  - E637 Éthyl-maltol (arôme)
  - E640 Glycine
  - E641 L-Leucine
- Autres additifs considérés comme exhausteur :
  - E270 Acide lactique (acidifiant)
  - E950 Acésulfame-K (Chewing-gum avec sucres ajoutés et desserts)[2]
  - E951 Aspartame (Chewing-gum avec sucres ajoutés et desserts)[2]
  - E957 Thaumatine (Chewing-gum avec sucres ajoutés et desserts)[2] (édulcorant)
  - E959 Néohespéridine dihydrochalcone (Chewing-gum)[2] (édulcorant)
  - E961 Néotame[3]
  - E968 Érythritol[4]
  - E508 Chlorure de potassium

Le plus connu étant le glutamate monosodique (numéro E621).

## Autres
Bien que les plus évidents, le sel de table, qui relève le goût des aliments, et les matières grasses, qui permettent aux papilles de la langue de mieux percevoir les arômes liposolubles (le fameux « beurre dans les épinards » qui en rend le goût nettement meilleur, bien qu'en en ayant peu par lui-même), ne sont pas classés comme exhausteurs de goûts.
L'extrait de levure et les protéines végétales hydrolysées, naturellement riches en acide glutamique, permettent d'obtenir le même effet exhausteur sans ajout de glutamate monosodique à un produit et donc sans devoir indiquer ce dernier dans les ingrédients.